# 42-я ракетная дивизия
42-я ракетная Тагильская дивизия (в/ч 34103) — соединение в составе Ракетных войск стратегического назначения, расположенное в ЗАТО Свободный Свердловской области.

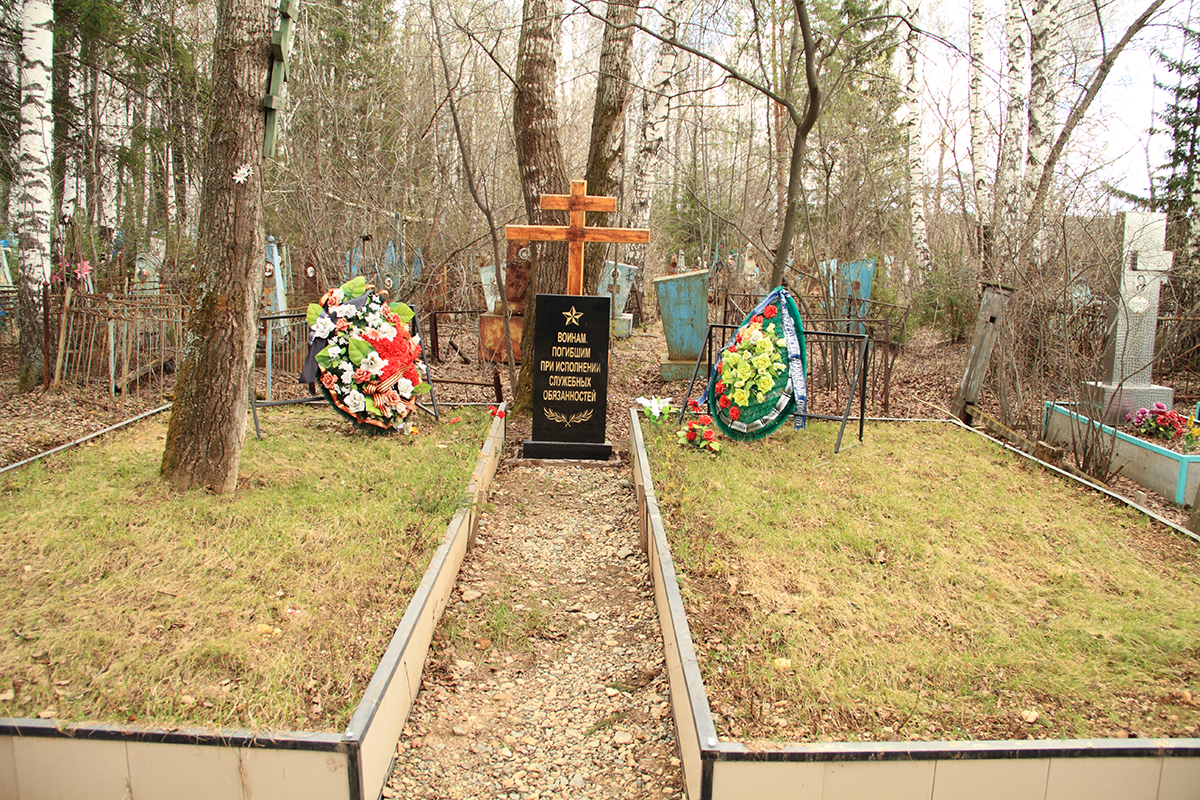
Братские могилы ракетчиков 42-й ракетной дивизии

## История
История ракетной Тагильской дивизии и посёлка Свободный началась в 1960 году со строительства инженерно-технических сооружений, подъездных путей и жилых помещений для ракетчиков. Первый жилой дом был сдан в декабре 1961 года. Дивизия сформирована 1 декабря 1960 г. на базе 19-го учебного танкового полка и 18-й гаубичной артиллерийской бригады. Первым командиром дивизии был назначен генерал-майор Олег Иванович Майский. 31 октября 1961 года первые стартовые дивизионы заступили на боевое дежурство по защите нашего Отечества (командиры — подполковники Грабский О. А. и Мишин В. П.), имея на вооружении межконтинентальные баллистические ракеты Р-16У (8К64У).
В 1961 году на территории одной из ракетных площадок дивизии произошла авария, в результате которой погибло до нескольких десятков солдат и офицеров. Тела погибших были вывезены и тайно захоронены в двух братских могилах на городском кладбище близлежащего города Верхняя Салда. До настоящего времени обстоятельства аварии, а также количество и имена пострадавших военных не рассекречены.
18 октября 1965 года указом Президиума Верховного Совета РСФСР населённому пункту войсковой части 34103 присвоено название — «рабочий посёлок Свободный», он был отнесён к категории рабочих посёлков закрытого типа.
20 октября 1967 года за заслуги в деле защиты Родины дивизия была награждена Памятным Знаменем ЦК КПСС, Президиума Верховного Совета и Совета Министров СССР.
14 декабря 1972 года в ознаменование 50-летия образования СССР дивизия была награждена Юбилейным почётным знаком ЦК КПСС, Президиума Верховного Совета и Совета Министров СССР.
12 декабря 1999 года Указом Президента Российской Федерации дивизии присвоено почётное наименование «Тагильская».
9 мая 2000 года дивизия награждена Почётным знаменем администрации города Нижний Тагил.
За всю историю дивизии личный состав 45 раз проводил учебно-боевые пуски межконтинентальных баллистических ракет с оценками «хорошо» и «отлично».
На основании Федерального закона «Об общих принципах организации местного самоуправления в Российской Федерации» муниципальное образование ЗАТО посёлок Свободный наделено статусом городского округа.

## Командование
- С 27 августа 1960 по 15 января 1965 — генерал-майор Майский О. И.
- С 15 января 1965 по 1968 — генерал-майор Вишенков В. М.
- С 7 мая 1968 по 1974 — генерал-майор Панин Н. Т.
- С 27 ноября 1974 по 9 июля 1976 — генерал-майор Иванов В. Л.
- С 9 июля 1976 по 4 января 1982 — генерал-майор Линовицкий Е. П.
- С 1982 по 1985 — генерал-майор Крыжко А. Л.
- С 1985 по 1986 — полковник Басамыкин Н. И.
- С 1986 по 1994 — генерал-майор Кудрин С. П.
- С 30 декабря 1994 по 21 декабря 1996 — генерал-майор Захаров В. Л.
- С 21 декабря 1996 по 4 июля 2000 — генерал-майор Кот А. В.
- С июля 2000 по февраль 2003 — генерал-майор Пономаренко А. Г.
- С февраля 2003 по 2007 — полковник (с 23.02.2004 г. — генерал-майор) Болгарский А. И.
- С декабря 2007 по июнь 2010 — генерал-майор Таразевич В. Е.
- С июня 2010 по март 2013 — полковник Шигмарданов Ф. Н.
- С марта 2013 по апрель 2017 генерал-майор Старовойтенко Э. Ю.
- С апреля 2017 генерал-майор Сытник Ю. М.[источник не указан 2661 день]

## Вооружение

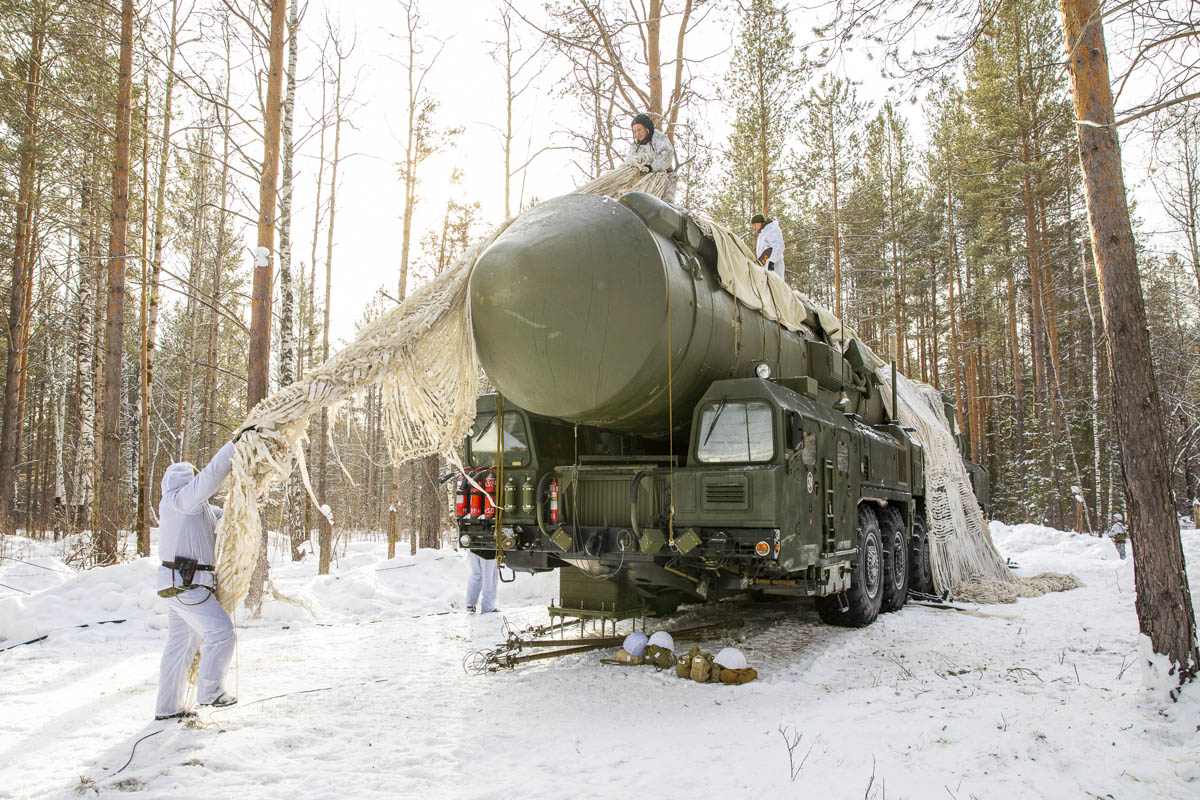
Пусковая установка РС-24 «Ярс» 42-й ракетной дивизии на учениях, 2019 год

На боевое дежурство дивизия заступила 31 октября 1961 года с ракетным комплексом Р-16У[уточнить](классификации НАТО SS-7 Saddler)
В 1978 г. дивизия была перевооружена на подвижный грунтовый ракетный комплекс с ракетами средней дальности РСД-10 «Пионер». Первый полк, вооружённый «Пионерами», заступил на боевое дежурство 3 ноября 1978 г. (командир — полковник Гагулаев В. Г.).
С 1985 года дивизия была перевооружена на новый подвижный ракетный комплекс с МБР РТ-2ПМ «Тополь» (по классификации НАТО: SS-25 «Sickle»).
С 2013 года начато перевооружение первого ракетного полка дивизии на подвижный грунтовый ракетный комплекс «Ярс» с ракетой РС-24.
На 2017 год в состав дивизии входили три полка РС-24 (27 автономных пусковых установок).

## Русская православная церковь
- Храм в честь святой Великомученицы Варвары[6] — походный храм Тагильской ракетной дивизии[7]